# Ten
En ten (udtales, så det rimer på ben) er den del af en Spinderok, hvorpå garnet vindes, når det er spundet. En ten er som regel lang, tynd og spids.
I eventyret om Tornerose stikker hun sig på en ten, og falder i en dyb søvn.
| Håndværk | Spire Denne artikel om håndværk eller håndarbejde er en spire som bør udbygges. Du er velkommen til at hjælpe Wikipedia ved at udvide den. |